# Nga Sơn Thiều Thạc
Nga Sơn Thiều Thạc (zh. 峨山韶碩, ja. gasan jōseki), 1275-1365, là một vị Thiền sư Nhật Bản lỗi lạc thứ ba của tông Tào Động (ja. sōtō-shū) sau hai vị Đạo Nguyên Hi Huyền (ja. dōgen kigen) và Oánh Sơn Thiệu Cẩn (ja. keizan jōkin). Sư nối Pháp Thiền sư Oánh Sơn Thiệu Cẩn.
Sư sinh trong một gia đình tại Noto, sớm xuất gia (1290) tu học giáo lý của Thiên Thai tông trên núi Tỉ Duệ. Một cuộc gặp gỡ với Thiền sư Oánh Sơn đã thay đổi quan niệm tu học của Sư và từ đây, Sư tôn Oánh Sơn làm thầy và chú tâm vào việc Toạ thiền và quán công án. Dưới sự hướng dẫn của Oánh Sơn, Sư ngộ đạo và được ấn khả.
Sư trụ trì Tổng Trì tự (ja. sōji-ji) - với một cuộc gián đoạn ngắn (trong thời gian này Sư trụ trì Vĩnh Quang tự (ja. yōkō-ji)) - gần 40 năm liền và đã đưa danh tiếng của ngôi chùa này lên đến tuyệt đỉnh. Sư rất chú trọng đến việc thuyết pháp, hoằng hoá quần chúng, nhất là những người thuộc những tầng cấp thấp của xã hội và cố gắng gieo vào tâm của các vị đệ tử tư tưởng của một vị Bồ Tát, quên mình, vì người, một tư tưởng mà Thiền sư Oánh Sơn Thiệu Cẩn đã phát huy trong tông Tào Động.
Sư cũng là người đầu tiên đưa thuyết Ngũ vị quân thần của Thiền sư Động Sơn Lương Giới (Động Sơn ngũ vị) vào chương trình giảng dạy của tông Tào Động tại Nhật. Sư có rất nhiều đệ tử nhưng nổi danh nhất là năm vị, đó là:
1. Thái Nguyên Tông Chân (zh. 太源宗眞, ja. taigen sōshin, ?-1370);
2. Thông Huyễn Tịch Linh (zh. 通幻寂靈, ja. tsūgen jakurei, 1322-1391);
3. Vô Đoan Tổ Hoàn (zh. 無端祖環, ja. mutan sokan, ?-1387);
4. Đại Triệt Tông Linh (zh. 大徹宗令, ja. daisetsu sōrei, 1333-1408);
5. Thật Phong Lương Tú (zh. 實峯良秀, ja. jippō ryōshū, 1318-1405).

Với sự nghiệp hoằng hoá của năm vị này, tông Tào Động được truyền bá khắp nước Nhật.